# 砰砰
《砰砰》（英語："Bang Bang"）是由英国歌手潔西·J、美国歌手爱莉安娜·格兰德和美國饒舌歌手妮琪·米娜共同演唱的一首歌曲。歌曲于2014年7月29日由Lava唱片与联众共同发行，并成为潔西·J第三张录音室专辑《甜言蜜语》（2014）的首支单曲。同时，歌曲成为爱莉安娜·格兰德第二张录音室专辑《我的全部》（2014）的豪华版加曲以及此专辑的第三支单曲。2015年8月，《砰砰》被美国唱片业协会认证为五白金。2016年，单曲在美国售出了320万份。同时，全球销量达到了1102万份。
《砰砰》在英国单曲榜空降首位，并在包括加拿大、澳大利亚、爱尔兰和美国在内的14个国家的榜单中进入前十名。 单曲被提名为2015年第57届格莱美奖最佳流行组合/团体表演，并在2015年儿童选择奖上获得了最受喜爱的歌曲奖。

## 创作背景
歌曲由沙凡·科提查、马克斯·马丁与卡罗来纳骗子乐队吉他手里卡德·戈兰森共同创作，后两者在创作过程中曾与伊利亚·萨曼扎迪合作。之后，妮琪·米娜添加了其中的饶舌部分。 马丁之前曾与洁西·J（《Domino》）、格兰德（《大麻烦》《释放》）与米娜（《超正》《化装舞会》）三人分别合作过。
洁西在弹奏出歌曲的小样后便决定录制这首歌曲。录制过程中，马丁告诉她格兰德想要加入并演唱其中的一段。之后，米娜听到了这首歌曲，并决定与她们合作。杰西补充说，“这就像是几个女性团结起来，相互支持，妮琪的加入绝对是锦上添花。"
2014年7月9日、23日和27日,潔西·J、米娜和格兰德分别在自己的Instagram上上传了歌曲的一个片段。

## 作曲
《砰砰》是一首快节奏，热情洋溢的歌曲，并附有清晰而有弹性的节拍。歌曲以C大调为主，配以C大调蓝调音阶的人声。 歌曲的量度音乐速度为150（快板）。歌曲和声部分的旋律与威猛乐队的《离去之前叫醒我》类似。

## 歌曲评价
《滚石》杂志的Rob Sheffield称这首歌曲“将奈利的《Country Grammar》和威猛乐队的《离去之前叫醒我》融合到了一起”。《音乐时代》杂志的Carolyn Menyes把这首歌曲称作“2014年夏天的大热单曲”，并认为这首歌“将会很快在榜单中进入高位”。《Complex》杂志的Zach Frydenlund称赞了洁西·J和爱莉安娜美妙的歌喉，但他更关注妮琪“令人着迷的部分”，称“妮琪的部分才是整首歌中最吸引人的”。《公告牌》杂志的Jason Lipshutz称赞了这首歌曲，称这首歌曲“是两位当代拥有美妙歌喉的歌手，与这个星球上最火的女饶舌歌手合作的作品，爱莉安娜·格兰德的那句‘See anybody could be good to you/You need a bad girl to blow your mind’很好地体现了歌曲的主题”。
Vulture网站的Lindsey Weber认为这首歌“不像《Lady Marmalade》那样能够表现主题”，但同时称赞这首歌“足够抓耳，能够闪亮在音乐史中”。《Spin》杂志的Chris Martins称这首歌“非常的有力量”，并称赞了米娜的巨大能量。“是什么让这首歌这么火爆？很明显，是妮琪·米娜。”他随后称赞了米娜在这首歌中的表现，认为“能够驾驭《巨蟒》这样的歌曲的饶舌歌手在这首节奏强烈的流行歌曲中的表现同样十分亮眼”。西蒙·考威尔在他的推特上称赞了这首歌曲，他写道：“我今年听到的最棒的流行单曲就是这首《砰砰》。这首歌绝对会大热。”數碼間諜网站的Lewis Corner给这首歌打了4星半，表示“这首歌是今年最惊人的流行单曲之一”。

## 商业表现
首周，歌曲以23万的数字下载量空降美国公告牌热门数字单曲榜的第一名。 这是继爱莉安娜·格兰德的《麻烦》和泰勒·斯威夫特的《通通甩掉》——这两首同样有马克斯·马丁参与创作的单曲——之后，2014年首周数字销量第三高的单曲。歌曲在美国公告牌百强单曲榜上空降第六名，同样位于前述的两首歌曲之后。这首歌在该榜单上最高达到第三名，仅次于梅根·崔娜的《棉花糖女孩》和泰勒·斯威夫特的《通通甩掉》，成为洁西·J第二首、格兰德第四首、米娜第十首在该榜单中进入前十名的单曲。同时，歌曲成为继《大麻烦》（最高达到第二位）之后，格兰德连续第二首进入该榜前十名的单曲。在其他国家，这首歌曲曾在澳大利亚、比利时、加拿大、丹麦、芬兰、以色列、荷兰、新西兰和韩国的榜单中进入过前十。 在英国，《砰砰》在发行后40分钟后便在iTunes实时下载榜上登顶，并以9.2万的下载量空降英国单曲榜首位，成为洁西·J第三首、格兰德第二首、米娜第一首英国单曲榜冠军单曲，并使得米娜成为继2001年莉儿金之后，第二位在该榜单上拥有冠军单曲的女嘻哈歌手。
在公告牌主流40强单曲榜（流行歌曲）上，歌曲达到了第二名，成为继2012年与贾斯汀·比伯合作的《Beauty and a Beat》之后，米娜在该榜单上成绩最好的单曲。同时，歌曲也成为洁西·J继2014年的《Domino》之后，在该榜单上排名最高的单曲，以及格兰德排名第二高（仅次于《大麻烦》）的单曲。

## 音乐录影带
歌曲的音乐录影带由Hannah Lux Davis导演，在美国加利福尼亚州的洛杉矶历经两天拍摄完成。录影带在2014年8月20日Beats的一个广告中首次播出了尝鲜版。广告播出后，有消息称音乐录影带会在2014年MTV音乐录影带大奖的现场表演后正式释出。2014年8月24日，录影带被上传到MTV官网，供全球人民观看。2014年11月5日，录影带被上传到洁西·J的官方VEVO账户中，11月5日，录影带的播放量突破了1亿。截至2018年1月，播放量已超过11亿。

## 现场表演
2014年8月24日，在美国加利福尼亚州英格尔伍德举行的2014年MTV音乐录影带大奖的颁奖现场，洁西·J、爱莉安娜·格兰德与妮琪·米娜共同表演了这首单曲，同时，格兰德表演了单曲《释放》，米娜表演了单曲《巨蟒》。2014年11月23日，三人在2014年全美音乐奖的颁奖现场再次一同表演了这首单曲。
洁西·J分别于2014年10月17日、19日和30日在艾伦·德杰尼勒斯秀、英国版X音素和Nickelodeon HALO Awards上独自表演了这首单曲。2015年她还在澳大利亚之声上，与黛米·洛瓦托和其他三位导师黛尔塔·古德莱姆、瑞奇·马丁以及马登兄弟共同表演了这首单曲。
2014年12月9日，格兰德在英国伦敦举办的2014年维多利亚的秘密时尚秀上单独演唱了这首歌曲，同时，她还将其加入了自己《蜜月巡演》的曲目列表。2015年2月15日，她与米娜在NBA全明星赛上共同表演了这首单曲，随后，两人在iHeartRadio音乐节上再次进行了合作表演。
这首歌还曾作为插曲，在哥伦比亚广播公司的电视剧《跟踪者》、英国情景喜剧《Drifters》以及视频游戏《Just Dance 2015》中出现。
这首歌还在喜剧播客《Comedy Bang！Bang！》当中被《House of Lies》的演员本·施瓦茨重新填词进行了演绎，为节目增添了不少喜剧效果。
歌曲同样出现在韩国音乐真人秀《Produce 101》第七集的表演当中；随后，洁西·J在自己的Facebook页面上分享了节目视频，使得这次表演登上了热门趋势。2016年3月10日，该节目的执行制作人Han Dong-chul在一次采访中表示，洁西·J的回应让他感到很自豪，称：“歌曲的原唱者提到了我们的节目，是对我们的最大肯定。而且我也很自豪，我们的参赛者的表演确实是精彩绝伦。”

## 榜单成绩
| 榜单 (2014–2015年)                        | 最高排名 |
| ----------------------------------------- | -------- |
| 澳大利亚（澳大利亚唱片业协会單曲榜）      | 4        |
| 澳大利亚 (ARIA)                           | 1        |
| 奥地利（Ö3四十强单曲榜）                  | 12       |
| 比利时佛兰德（Ultratop五十强单曲榜）      | 14       |
| 比利时佛兰德（Ultratop城市榜）            | 2        |
| 比利时瓦隆（Ultratop五十强单曲榜）        | 28       |
| 比利时瓦隆（Ultratip榜外單曲榜）          | 10       |
| 加拿大（Canadian Hot 100）                | 3        |
| 加拿大 AC (Billboard)                     | 10       |
| 加拿大（《告示牌》Canada CHR）            | 5        |
| 加拿大（《告示牌》Canada Hot AC）         | 3        |
| 捷克（電台百強單曲榜）                    | 40       |
| 捷克（百強數位單曲榜）                    | 5        |
| 丹麥（Hitlisten单曲榜）                   | 10       |
| 歐洲（《告示牌》Euro Digital Song Sales） | 1        |
| 芬兰（芬蘭官方單曲榜）                    | 12       |
| 法国（法國唱片出版業公會單曲榜）          | 47       |
| 德国（德國官方單曲榜）                    | 13       |
| 希腊数字单曲榜 (Billboard)                | 6        |
| 匈牙利（四十強單曲榜）                    | 20       |
| 愛爾蘭（愛爾蘭唱片音樂協會单曲榜）        | 3        |
| 以色列（媒体森林电台榜）                  | 7        |
| 意大利（意大利音乐产业联盟单曲榜）        | 47       |
| 日本 (Japan Hot 100)                      | 40       |
| 荷兰（荷蘭四十強單曲榜）                  | 6        |
| 荷兰（百强单曲榜）                        | 7        |
| 新西兰（新西兰唱片音乐协会单曲榜）        | 4        |
| 挪威（世道單曲榜）                        | 15       |
| 蘇格蘭（官方榜单公司單曲榜）              | 1        |
| 斯洛伐克（電台百強單曲榜）                | 31       |
| 斯洛伐克（百強數位單曲榜）                | 7        |
| 韩国 (Gaon單曲榜)                         | 34       |
| 韩国 (国际單曲榜)                         | 1        |
| 西班牙（西班牙音樂製作協會）              | 21       |
| 瑞典（瑞典最熱榜）                        | 15       |
| 瑞士（瑞士热门音乐榜）                    | 21       |
| 英國（官方榜单公司單曲榜）                | 1        |
| 美国（《告示牌》百大單曲榜）              | 3        |
| 美國（《告示牌》成人當代單曲榜）          | 25       |
| 美國（《告示牌》Adult Pop Airplay）       | 6        |
| 美國（《告示牌》Dance Club Songs）        | 22       |
| 美國（《告示牌》Pop Airplay）             | 2        |
| 美國（《告示牌》Rhythmic Songs）          | 14       |
| 委内瑞拉 (Record Report)                  | 91       |

| 榜单 (2014年)                        | 排名 |
| ------------------------------------ | ---- |
| 澳大利亚 (ARIA)                      | 30   |
| 比利时 (Ultratop Flanders)           | 18   |
| 加拿大 (Canadian Hot 100)            | 30   |
| 德国 (Official German Charts)        | 80   |
| 意大利 (FIMI)                        | 93   |
| 荷兰 (Single Top 100)                | 25   |
| 新西兰 (Recorded Music NZ)           | 25   |
| 英国单曲榜 (Official Charts Company) | 25   |
| 美国公告牌百强单曲榜                 | 27   |
| 美国成人40强单曲榜 (《公告牌》)      | 50   |
| 美国主流40强单曲榜 (《公告牌》)      | 24   |

| 榜单 (2015年)                        | 排名 |
| ------------------------------------ | ---- |
| 比利时 (Ultratop Flanders)           | 32   |
| 加拿大 (Canadian Hot 100)            | 70   |
| 意大利 (FIMI)                        | 87   |
| 荷兰 (Single Top 100)                | 87   |
| 英国单曲榜 (Official Charts Company) | 91   |
| 美国公告牌百强单曲榜                 | 80   |

## 认证与销量
| 地區                                                     | 认证    | 认证单位/销量 |
| -------------------------------------------------------- | ------- | ------------- |
| 澳大利亚（澳大利亚唱片业协会）                           | 5× 白金 | 350,000‡      |
| 巴西（巴西唱片業協會）                                   | 3× 钻石 | 750,000‡      |
| 加拿大（加拿大音乐协会）                                 | 6× 白金 | 480,000‡      |
| 德国（聯邦音樂產業協會）                                 | 白金    | 400,000‡      |
| 意大利（意大利音乐产业联盟）                             | 2× 白金 | 100,000‡      |
| 日本（日本唱片協會）                                     | 金      | 100,000*      |
| 新西兰（新西兰唱片音乐协会）                             | 2× 白金 | 30,000*       |
| 挪威（國際唱片業協會挪威分会）                           | 4× 白金 | 240,000‡      |
| 波兰（波蘭音像製造商協會）                               | 4× 白金 | 200,000‡      |
| 葡萄牙（葡萄牙唱片業協會）                               | 白金    | 20,000‡       |
| 韩国（Gaon）                                             | —       | 1,171,000     |
| 西班牙（西班牙音樂製作協會）                             | 2× 白金 | 120,000‡      |
| 瑞典（瑞典唱片業協會）                                   | 4× 白金 | 160,000‡      |
| 英国（英国唱片业协会）                                   | 3× 白金 | 1,800,000‡    |
| 美国（美國唱片業協會）                                   | 钻石    | 10,000,000‡   |
| 流媒体                                                   |         |               |
| 丹麦（國際唱片業協會丹麥分會）                           | 白金    | 2,600,000†    |
| 日本（日本唱片協會）                                     | 金      | 50,000,000†   |
| 西班牙（西班牙音樂製作協會）                             | 白金    | 8,000,000†    |
| *僅含認證的實際銷量 ‡僅含認證的+實際銷量 †僅含認證的銷量 |         |               |

## 发行历史
| 国家   | 日期          | 格式     | 厂牌              |
| ------ | ------------- | -------- | ----------------- |
| 全球   | 2014年7月29日 | 数字下载 | Lava唱片 共和唱片 |
| 德国   | 2014年8月22日 | 数字下载 | Lava唱片 共和唱片 |
| 爱尔兰 | 2014年9月19日 | 数字下载 | Lava唱片 共和唱片 |
| 英国   | 2014年9月21日 | 数字下载 | Lava唱片 共和唱片 |
| 德国   | 2014年9月26日 | CD单曲   | Lava唱片 共和唱片 |